# アントワーヌ＝アンリ・ジョミニ
アントワーヌ＝アンリ・ジョミニ（仏: Antoine-Henri Jomini, 露: Генрих Вениаминович Жомини́, 1779年3月6日 - 1869年3月24日）は、スイス出身の軍人、軍事学者である。フランス第一帝政、のちにはロシア帝国に仕えてナポレオン戦争に参加し、その経験をもとに1838年に『戦争概論』を著して発表した。
戦略、戦術、兵站を主な研究領域としており、研究業績としては軍事学の方法論、戦争術、戦いの原則、内線および外線作戦、後方連絡線、兵站に関する研究を挙げることができる。ジョミニに最も重要な思想的影響を与えた人物には、科学的方法を軍事学に導入しようとしたヘンリー・ロイドや上官であったナポレオン・ボナパルトなどを挙げることができる。逆にジョミニが影響を与えた人物には、パトリック・レオナルド・マクデューガル、アルフレッド・セイヤー・マハンなどがいる。

## 略歴
1779年にジョミニはスイス・ヴォー州のペアン市に生まれた。一時はヴェルデンブルク州立士官学校で学んでいたが、後にスイスとフランスの商業学校で学んで銀行に就職する。1798年にスイス革命が勃発すると、ジョミニは銀行を退職してヘルヴェティア共和国で新設された軍隊に入隊し、陸軍大臣の秘書として勤務しながら大尉の階級を得て大隊長となる。しかし1801年、22歳の時にスイス軍での軍歴に限界を悟って辞職し、しばらくパリで商業に従事した。1804年、25歳ではじめて軍事学の著作『大陸軍作戦論』を執筆し、この研究業績を提出してフランス軍とロシア軍での職を求めたが、失敗した。
1805年、ナポレオン麾下の将軍で、1802年に反フランス暴動が勃発した時にスイス総督であったミシェル・ネイが、ジョミニの才能を見出して抜擢した。ジョミニは臨時の私設副官、フランス陸軍の第6軍団の一員として、ウルムの戦いやアウステルリッツの戦いに参加する。アウステルリッツの戦いの後にジョミニの著作を読んだナポレオンは、ジョミニを正式に採用して大佐の階級を与えた上で、ネイ元帥の上級副官に任命した。1806年からはナポレオンの幕僚に任命され、幕僚長ベルティエの反発にもかかわらず、ネイの幕僚長を兼務している。1808年にはネイのスペイン遠征に従って評価が高まるにつれて、ベルティエと彼の仲間たちの反発からジョミニは次第に組織内で孤立していき、1809年にベルティエから悪評を吹き込まれたネイはジョミニの幕僚長の職を解任した。1810年にベルティエがいるフランス軍での軍歴にも行き詰まりを覚え、ロシア軍に移るために辞職を願い出る。しかし、ナポレオンによる説得のために少将に昇進してフランス軍に残り、1811年にナポレオン1世の修史官、1812年ヴィルナとスモレンスクの総督と位階を上昇させた。ロシア遠征にも、肋膜炎の治療のためにパリへ帰還するまでは参加している。
1813年にはネイの誤解も解決して幕僚長に復帰しており、バウツェンの戦いではジョミニの功績を評価する中将進級名簿の筆頭に抜擢されたが、ベルティエとの軋轢は続いており、ベルティエは名簿からジョミニの名前を恣意的に削除した上で、職務怠慢を理由として彼を禁固刑に処した。ジョミニはフランス軍を離れることを決めてロシア軍へ移り、アレクサンドル1世と謁見して陸軍中将の階級と侍従武官の職を得ることになった。1815年には、かつての上官であったネイの助命のために努力するが失敗する。1828年、49歳の時にニコライ1世の下で露土戦争に参加し、その業績からアレクサンドル大綬章を受けた。1837年にはアレクサンドル2世の軍事教官となる。ロシア軍の近代化に努める傍ら、1838年に軍事理論の大著『戦争概論』を著した。晩年に体調を崩すとロシア軍を離れることが許され、1869年に90歳でパリ16区のパッシーにて死去する。

## 軍事思想
ジョミニは各地で軍務に就きながら軍事学の研究を行っており、数多くの著作や論文を発表した。最も初期の研究は1804年から1816年にかけて書かれた全8巻の『大陸軍作戦論』であり、この著作でジョミニは近代戦争における戦略と戦術の専門家としての国際的な評価を獲得していった。1806年に書かれた全5巻の『革命戦争の批判的戦史』、1819年から1824年に書かれた全15巻の『革命戦争の批判的戦史 続』、1827年に書かれた全4巻の『ナポレオン政治的軍事的生涯』などの戦史研究も執筆している。さらに1829年には『戦略戦術の総合研究入門』、1830年にニコライ1世の勧告の下に『戦争術の分析要約』を作成し、1837年から1838年にかけて加筆を加えて2巻の書籍として編集し『戦争概論』を完成させた。この著作は、ジョミニがそれまで研究してきた戦争術の普遍的な原理について詳説された。ちなみにジョミニが最後に発表したのは、1839年に出された『1815年会戦の政戦略概要』である。これらの一連の研究の中で特に重要な業績は、ユリウス・カエサルからナポレオンの時代まで戦略家たちが依拠してきた一般的原理の存在を主張する、ジョミニの軍事思想が展開された『戦争概論』である。
不変的で確実な原則の存在を提唱したロイドの啓蒙主義な軍事思想をジョミニは賞賛しており、またナポレオンが実践した戦略を観察してその原則を明らかにすることに努めていた。なぜなら、ジョミニの見解によれば、ナポレオンは常に不変的な戦略の原則を適用していたために勝利していたためである。それは、古代から近代にかけて変化してきた戦争の様相によって左右されない戦争術の法則であって、ジョミニはある戦力を戦場において決定的な地点を脅かすように運動させる簡潔な一般的原則を提唱した。ここでの決定的な地点とは決勝点でもあり、敵にとって致命的または弱体化を余儀なくされるような地点という性格がある。具体的には交通路、渡河点、隘路、兵站基地、または敵の側面や背後などが、その地点となりうると考えられる。ジョミニはさらにこの決勝点の概念と関連して、ロイドと同様の作戦線に関する主張を展開している。ただしこの論点に関して、ジョミニの基本的な主張は作戦線の性質を識別することにあり、彼は河川や山岳などの障害地形を越えて軍事作戦を遂行する際に絶対的距離として現れる自然的な作戦線と、自然環境の制約の中で戦略的選択に関して現れる作戦線の二つを区別した。ジョミニは簡潔さを追求しながらも10種類以上の作戦線の区分を作っており、また内線作戦と外線作戦の関係について内線作戦の価値を強調した。